# Ochrotrichia denaia
Ochrotrichia denaia is een fossiele soort schietmot uit de familie Hydroptilidae.